# Пояс для панчіх

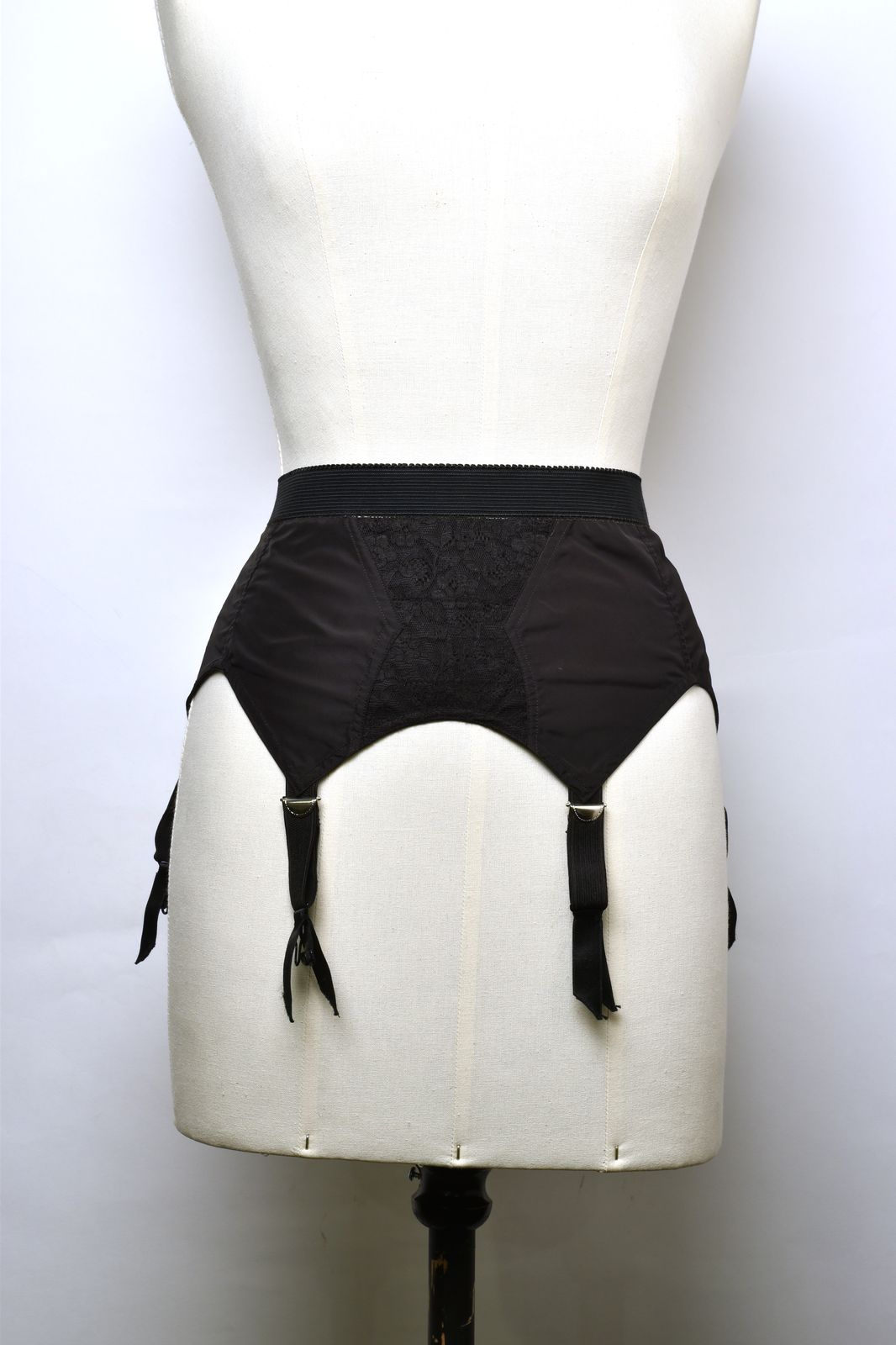
Пояс для панчіх з підв'язками. Друга половина 1950-х — початок 1960-х

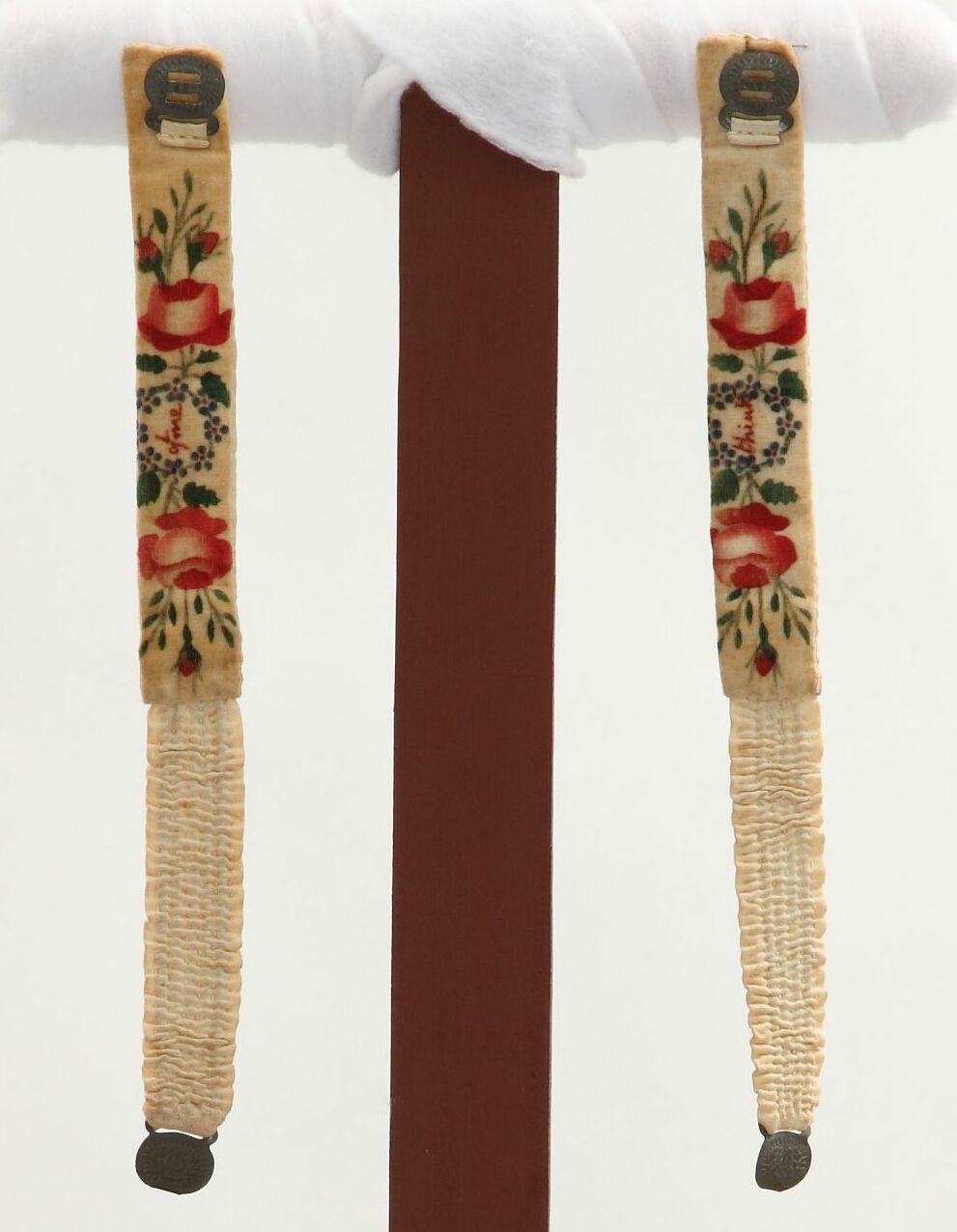
Вінтажні підтяжки для панчіх із квітковим мотивом

Пояс для панчіх — деталь спідньої жіночої білизни — пояс, до якого кріпляться панчохи.

## Історія
Перші спроби створити пояс для панчіх були в епоху Середньовіччя. Тоді жінки й чоловіки носили шоси — вузькі штани-панчохи, які шилися з льону, шовку або шерсті. Вони закріплювались на стегні спеціальною підв'язкою або прив'язувались до кальсонів. Пізніше шоси стали кріпитися на поясі з допомогою тасьми.
У 1876 році модельєр Фереоль Дадьє створив медичний пояс для підтримування панчіх. Стрічка розташовувалась на талії або стегнах, до якої резинками кріпилися панчохи. Сам пояс можна було надягнути поверх корсету. На початку XX ст. Гош Саро розділила корсет навпіл, перетворивши нижню частину у пояс для панчіх.
Після Першої світової війни бренд Chantelle створив пояс для панчіх із еластичної тканини. У 1930 році Марлен Дітріх шокувала публіку, продемонструвавши у фільмі «Блакитний ангел» свій зухвалий панчішний комплект. З того часу мереживні пояси розпочали переможну ходу по Європі. У 1939 році пояс для панчіх пережив чергове народження завдяки нейлоновій революції, здійсненій американською компанією DuPont.
В другій половині 40-х років з'являються зображення дівчат в стилі пін-ап. Припіднятий край спідниці відкривав панчохи з поясом, які робили фігуру стрункою. У 1960-х роках пояс для панчіх зникає з жіночого гардеробу, поступившись новоствореним колготкам.
У 1975 році Шанталь Томас подарувала світові ультрасексуальну спідню білизну. Вона заново створила корсетний пояс, ідею якого миттєво підхопили більшість дизайнерів. На межі тисячоліть Діта фон Тіз повернула моду на пояс для панчіх у вінтажному стилі та інші атрибути жіночності і сексуальності.

## Сьогодення
Пояс для панчіх може бути прекрасним атрибутом як для романтичного вечора, так і практичною деталлю жіночого туалету. З поясом вдало поєднуються стринги, танга і класичні мереживні моделі. Пояс для панчіх може бути будь-якої форми та дизайну, з різною кількістю кріплень, кількість яких варіюється від 2 до 12.

## Типи і види
Залежно від фасону і розміру розрізняють такі типи поясів:
- широкий з високою або середньою посадкою;
- вузький з посадкою на стегнах;
- вузький з завищеною талією.

Існує велика кількість моделей поясів для панчіх, які створюються із різних матеріалів: мереживо, атлас, гладка тюль, спандекс, вініл, шкіра і стрейчеві тканини. Всі моделі поділяють на декілька видів.
- Європейський пояс — простий вузький пояс з високою посадкою і чотирма довгими бретелями. Також існує американський пояс з шістьма підв'язками, який міцно утримує панчохи і не придатний для повсякденного носіння.
- Корсетний пояс — пояс зі шнурівкою або на гачках, з вбудованими кісточками зі щільної тканини. Він може бути високим та низьким. Високий корсет приховує повноту, низький коригує лінію талії.
- Стягуючий пояс — пояс, що виконує функції корекційної білизни. Різна ступінь корекції (сильна, середня, мінімальна) дозволяє врахувати індивідуальні особливості фігури.
- Пояс з широкими бретелями — пояс для повсякденного носіння, бретелі якого мають застібки кліпси.
- Пояс для панчіх з підв'язками — пояс з атласними стрічками без кліпсів.
- Пояс з прищіпками — пояс з металевою або пластиковою фурнітурою для утримування панчіх.
- Англійський пояс — пояс з вісьмома, десятьма або дванадцятьма підв'язками зі складним механізмом кріплення.